# Свєтослава
Свєтослава — це ім'я, яке деякі історики присвоїли польській принцесі, дочці польського Мешка I і сестрі польського Болеслава I, яка вийшла заміж за двох скандинавських королів. За свідченнями німецьких хроністів, ця принцеса, ім'я якої не вказано, була одружена спочатку за шведським Еріком Побідоносцем, а потім за данським Свейном Вилобородим, подарувавши першому сина Улофа, а другому — двох синів Гаральда і Кнута. Оскільки документована сестра Кнута, здається, носила польське ім'я Свєтослава, було припущено, що це також могло бути ім'ям їхньої матері, польської принцеси.
Ісландські саги віддають її роль наступної королеви цих двох монархів Сігрід Гордої, дочки Скагула Тосте. За словами Біргітти Фріц у Svenskt biografiskt lexikon, цей звіт вважається менш надійним, ніж сучасні хроністи, а історична достовірність Сіґрід розглядається скептично. Снорре Стурлассон також згадує слов'янську принцесу, яку він називає Гунхільдою з Вендену, дочку короля Бурислава з Вендів, стародавніх слов'ян, що населяли північні регіони сучасної Польщі, і було припущено, що Гунгільда може бути дещо заплутаною розповіддю про сестру Польського короля Болеслава І, описану літописцями.
Польський генеалог Рафал Прінке бачить, що німецькі хроністи поєднали ролі двох різних дружин Свейна Вилобородого, причому польська принцеса насправді була Гунхільдою, матір'ю Кнута, Гарольда та доньки Свентослави, тоді як він бачить Сігрід Горду як справжню наступну дружину Свейна як вдову Еріка Переможця, яка була матір'ю сина Еріка, Олафа, і дочки Свейна Естрід. Далі він припускає, що, хоча Свєтослава не було ім'ям польської дружини Свейна, це ім'я мало історію в родині, що, можливо, це було ім'я інакше невідомої дружини батька Мєшка, Земомисла.

## Сучасні джерела
У середньовічних хроніках є мізерні матеріали, які б надавали подробиці про шлюби Свейна з Данії та Еріка Шведського:
- Тітмар Мерзебурзький згадує, що дочка Мешка I з Польщі і сестра Болеслава I Хороброго з Польщі вийшла заміж за Свейна Вилобородого і подарувала йому двох синів, Кнута Великого і Гаральда II з Данії, але він не згадує її ім'я.[1] Тітмар, мабуть, найкраще обізнаний серед середньовічних хроністів, які розглядали це питання, оскільки він був сучасником описаних подій і добре поінформований про події в Польщі та Данії. Твердження про те, що мати Гаральда і Кнута була сестрою Болеслава, може пояснити деякі таємничі твердження, які з'являються в середньовічних хроніках, наприклад про участь польських військ у вторгненнях до Англії.
- Адам Бременський пише майже століття по тому, що польська принцеса — сестра чи дочка польського Болеслава I Хроброго — була дружиною Еріка Переможця і в цьому шлюбі матір'ю Улофа Шетконунга зі Швеції, перш ніж вона стала матір'ю Кнута Великого і Гаральда II Данського у другому шлюбі зі Свейном.[1] Твердження Адама про шлюб з Еріком багато істориків вважають недостовірними, оскільки він є єдиним джерелом, що говорить про ці стосунки, і тому, що він написаний кілька поколінь пізніше. У схолії Gesta Hammaburgensis Ecclesiae Pontificum згадується, що саме польський король Болеслав подав руку княгині.[1] Однією з проблем є те, що Улоф народився принаймні на початку 980-х років, до того, як до влади прийшов Болеслав Хробрий, і тому був занадто старий, щоб бути сином безіменної принцеси.
- Gesta Cnutonis regis згадує в одному короткому уривку, що Кнут і його брат пішли в землю слов'ян і повернули свою матір, яка там жила. Це не обов'язково означає, що його мати була слов'янкою, але, тим не менш, цей літопис переконливо свідчить, що вона була слов'янкою.
- «Liber vitae of the New Minster and Hyde Abbey Winchester» містить запис про сестру короля Кнута на ім'я «Santslaue» (Santslaue soror CNVTI regis nostri), що розглядається як слов'янське ім'я. На підставі цієї єдиної згадки про те, якою буде її дочка, і припущення, що це ім'я, про яке йдеться, являє собою старопольське ім'я Świętosława, знайдене в пізнішому поколінні польської королівської родини, Й. Стеенструп припустив, що цю дитину назвали на честь її матері, а отже польську дружину Еріка та Свейна також звали Свєтослава, це ім'я тепер зазвичай використовується для неї.